# Imling
Imling (deutsch Imlingen) ist eine französische Gemeinde mit 702 Einwohnern (Stand 1. Januar 2022) im Département Moselle in der Region Grand Est (bis 2015 Lothringen). Sie gehört zum Arrondissement Sarrebourg-Château-Salins.

## Geografie
Die Gemeinde Imling liegt an der oberen Saar, in die hier der Bach Gondrexange einmündet, etwa drei Kilometer südwestlich von Sarrebourg auf einer Höhe zwischen 245 und 313 m über dem Meeresspiegel. Durch den Süden des 6,49 km² umfassenden Gemeindegebietes führt der Rhein-Marne-Kanal und die Route nationale 4 (Straßburg–Nancy).

## Geschichte
Frühere Schreibweisen lauteten: Ymelingen (15. Jahrhundert), Imelingen (1594), Immelingen (1719).
Das Dorf gehört seit 1661 zu Frankreich. An diesen Anschluss erinnern die Lilien im Gemeindewappen. Das Lothringerkreuz steht für die örtliche Heiligkreuz-Kirche.
Siehe auch: Jüdische Gemeinde Imling und Synagoge (Imling).

### Bevölkerungsentwicklung
| Jahr      | 1962 | 1968 | 1975 | 1982 | 1990 | 1999 | 2006 | 2012 | 2021 |
| Einwohner | 491  | 542  | 720  | 718  | 716  | 653  | 682  | 678  | 720  |

## Sehenswürdigkeiten

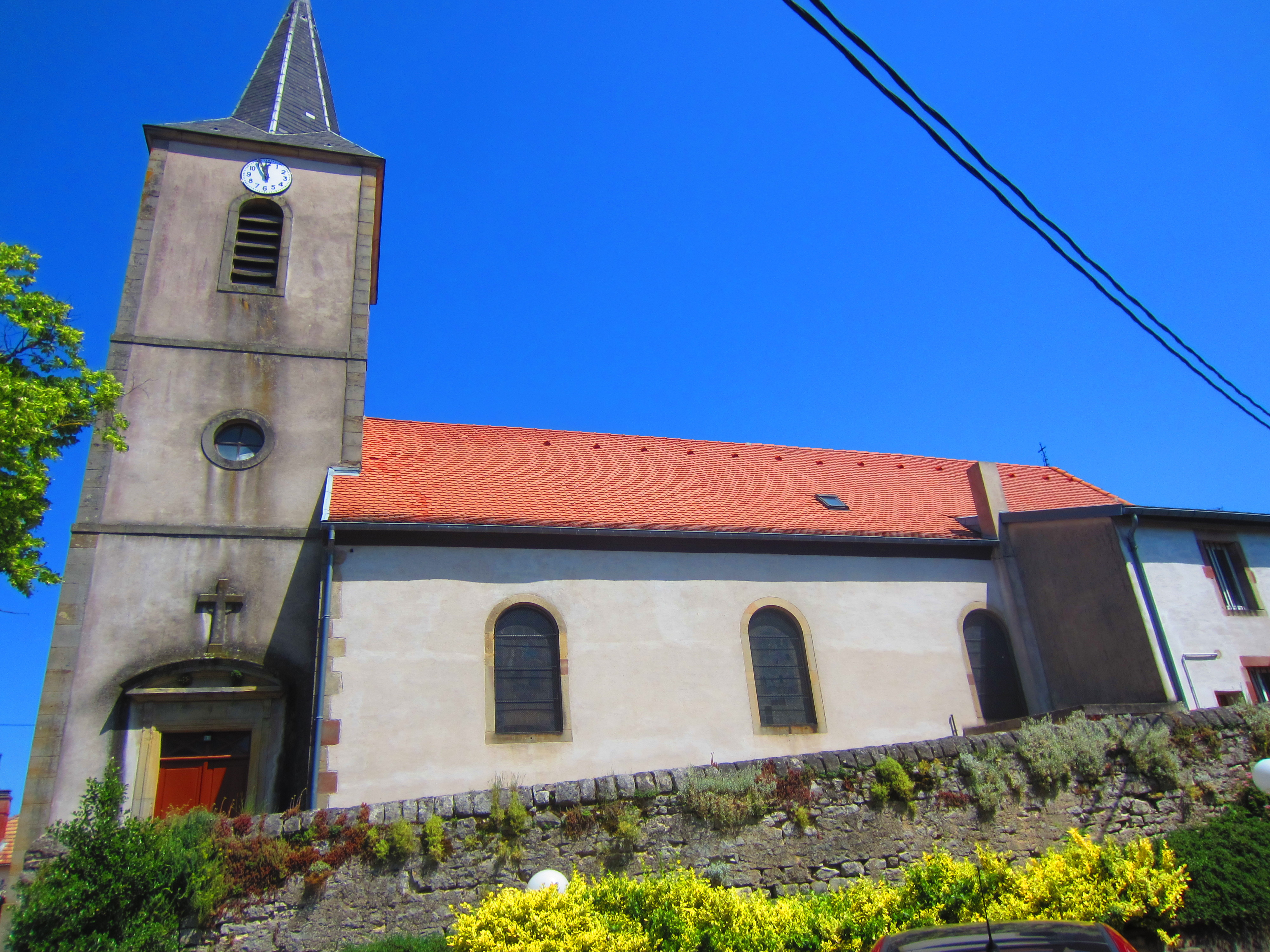
Heiligkreuz-Kirche
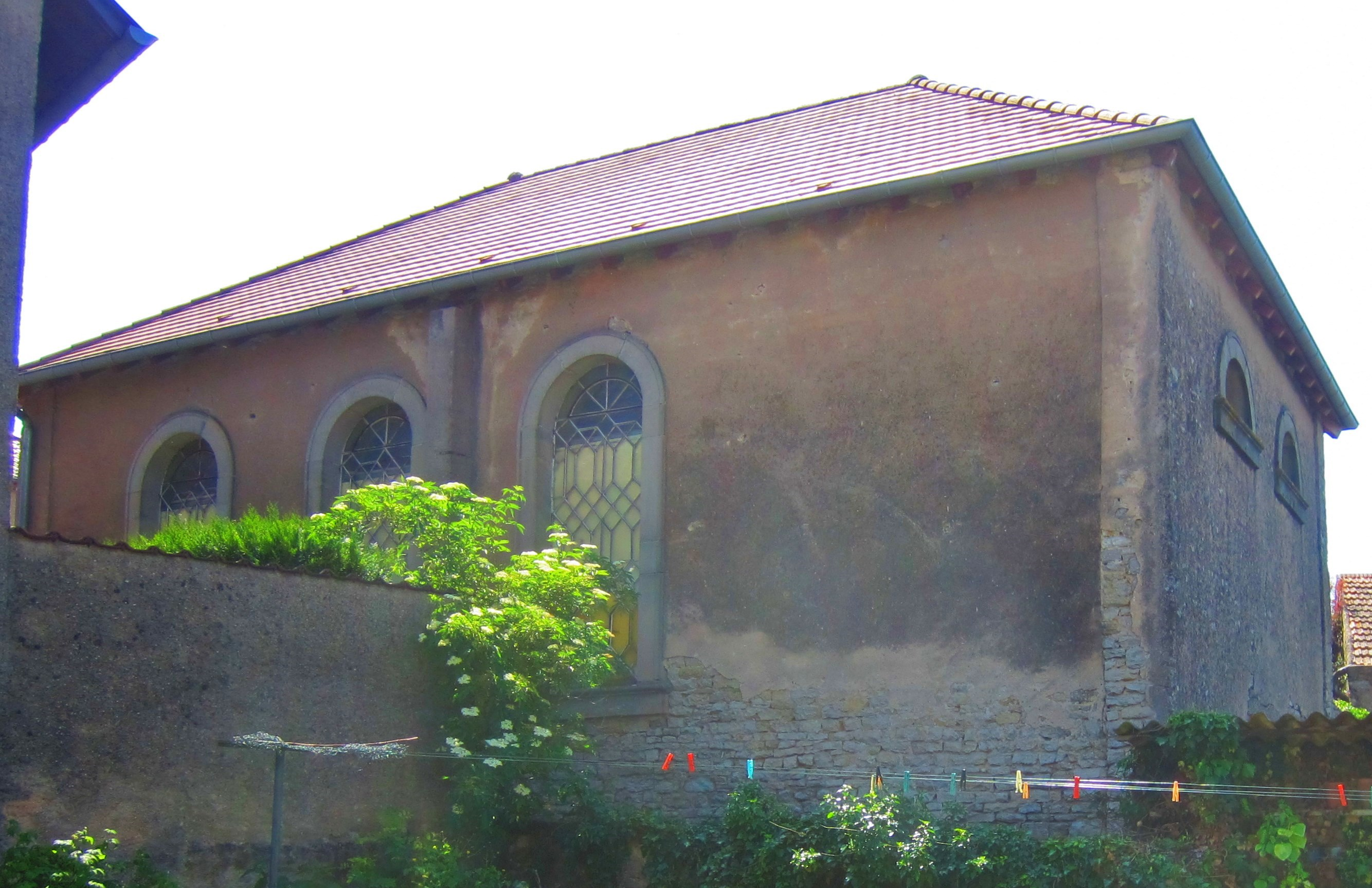
Synagoge
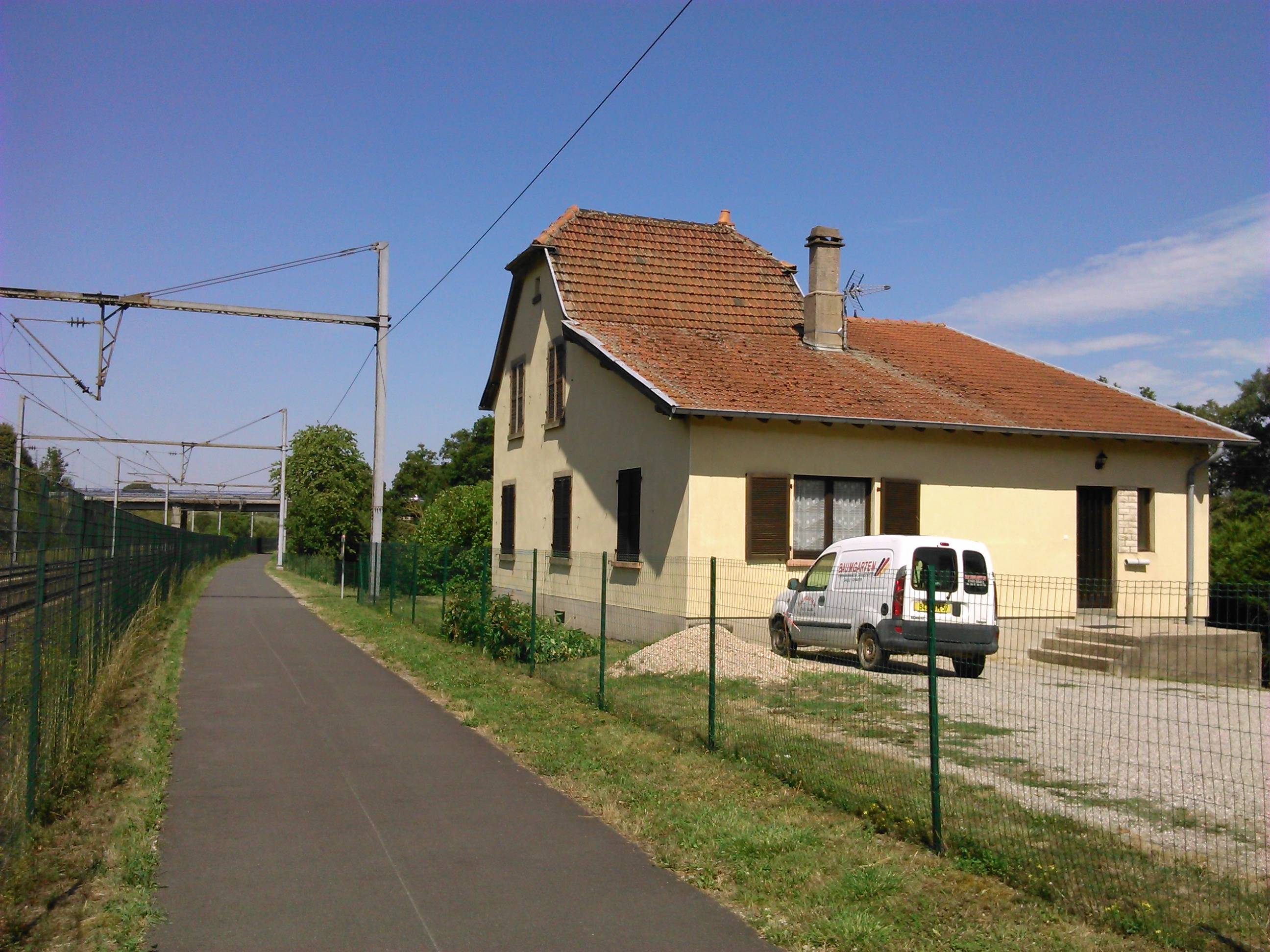
Ehemaliger Bahnhof

## Verkehr
Auf dem Gebiet der Gemeinde Imling befindet sich an der Bahnstrecke Paris–Straßburg ein Überwerfungsbauwerk zum Wechsel der Fahrordnung zwischen Rechtsbetrieb (Schienennetz im Elsass) und Linksbetrieb (Schienennetz im französischen Kernland). Mit einer Gleisüberwerfung (im französischen „saut de mouton“ / „Hammelsprung“ genannt) wird ein Richtungsgleis zum Seitenwechsel über das andere gezogen. Dieses Verfahren ermöglicht einen Richtungswechsel ohne Weichen.